# Zakia El Hassouni
Zakia El Hassouni – marokańska lekkoatletka, tyczkarka.
Halowa rekordzistka Maroka w skoku o tyczce (3,17 w 1996). Była rekordzistka kraju na stadionie.